# Jan Wacławek
Jan Wacławek (ur. 13 lipca 1954 w Bystrzycy) – luterański teolog, od 2011 do 2017 biskup Śląskiego Kościoła Ewangelickiego Augsburskiego Wyznania w Czechach.

## Życiorys
Studia teologiczne ukończył w 1978 roku na Słowackim Ewangelickim Fakultecie Teologicznym w Bratysławie. 13 sierpnia 1978 został ordynowany na duchownego Śląskiego Kościoła Ewangelickiego Augsburskiego Wyznania.
W latach 1990–2012 był pastorem zboru w Nawsiu. Przez kilka kadencji był seniorem Senioratu Jabłonkowskiego.
Następcą Jana Wacławka w urzędzie biskupa został wybrany Tomáš Tyrlík.